# 弘前市立温水プール石川
弘前市立温水プール石川（ひろさきしりつおんすいプールいしかわ）は、青森県弘前市大字小金崎にある温水プール。公益財団法人弘前市スポーツ協会が指定管理者になっている。

## 概要
本施設は、2002年（平成14年）11月2日に、隣接する弘前市南部清掃工場の排熱を利用した温水プールとして開業した。

## 所在地
- 青森県弘前市大字小金崎字村元125番地

## 館内施設
- 大プール（25m×6コース[1]・水深1.1m）
- 小プール（15.5m・水深85cm）
- 健康ルーム
- 研修室
- 会議室
- 多目的運動広場（屋外）

## 開館時間
- 9時から21時まで。
- ただし、プール利用可能時間は下記の通り。
  - 1回目 - 09時30分～11時30分
  - 2回目 - 12時30分～14時30分
  - 3回目 - 15時30分～17時30分
  - 4回目 - 18時30分～20時30分
- 多目的運動広場の利用は17時00分まで（日照時間の状況で変わる場合がある）。

## 休館日
- 年末年始（12月29日～1月3日）
- このほか、プール内定期清掃や温水給水管交換工事などで、不定期で休館日がある。
- 多目的運動広場（屋外）は、冬期間（12月～3月）利用不可。

## アクセス
- 弘南鉄道大鰐線石川プール前駅から徒歩1分。
- 弘南バス弘前 - 碇ヶ関線「小金崎」停留所から徒歩3分。
- 東北自動車道大鰐弘前ICから国道7号線・弘前市道小金崎4号線[2]を通り、車で約2分。
  - 駐車場44台分

## その他
- 本施設の駐車場は、弘南鉄道パーク&ライドの対象となっており、石川プール前駅から大鰐線を利用する場合に限り、電車利用者は駐車可能となっている。ただし、利用可能時間は、プール営業時間内のみとなるほか、利用可能台数にも制限がある。